# Kaspisches Schneeglöckchen
Das Kaspische Schneeglöckchen (Galanthus transcaucasicus), auch Transkaukasisches Schneeglöckchen genannt, ist eine Pflanzenart aus der Gattung der Schneeglöckchen (Galanthus) in der Familie der Amaryllisgewächse (Amaryllidaceae).

## Merkmale
Das Kaspische Schneeglöckchen ist eine ausdauernde krautige Pflanze, die Wuchshöhen von 6 bis 20 Zentimeter erreicht. Dieser Geophyt bildet eine Zwiebel als Überdauerungsorgan aus. Die Laubblätter messen zur Blütezeit 7 bis 20 (27) × meist 1,5 bis 2,3 (1 bis 2,5) Zentimeter. Sie sind tiefgrün, matt oder sehr schwach bläulich gefärbt. Die inneren Blütenhüllblätter haben nur an der Spitze einen v bis u-förmigen, oben gerundeten, grünen Fleck.
Die Blütezeit reicht von Dezember bis April.
Die Chromosomenzahl beträgt 2n = 24.

## Vorkommen
Das Kaspische Schneeglöckchen kommt im Ost-Kaukasus, in Armenien, in Aserbaidschan und im Nord-Iran in Laubwäldern und Waldrändern auf feuchten Böden in Höhenlagen bis 2000 Meter vor.

## Nutzung
Das Kaspische Schneeglöckchen wird in Deutschland wahrscheinlich noch nicht als Zierpflanze genutzt. Es ist möglicherweise schon seit 1868, spätestens aber seit 1990 in Kultur.

## Synonyme
Synonyme für Galanthus transcaucasicus Fomin sind Galanthus caspius (Rupr.) Grossh. und Galanthus nivalis var. caspius Rupr.